# Брянский (Липецкая область)
Брянский — посёлок в Добринском районе Липецкой области России.

## География
Расположено в центральной части Добринского сельсовета на берегу пруда. Граничит с деревней Скучаи.
В поселке одна улица.

## История
Возник в 1930-е годы, на подробной карте Воронежской губернии 1928 году не указан.
Входил в состав Сафоновского сельского совета Добринского района.
С 12 мая 2014 года входит в сельское поселение Добринский сельсовет.

## Население
| 2010 |
| ---- |
| 13   |